# Pi Puppis
Pi Puppis (π Pup) – jedna z jaśniejszych gwiazd w gwiazdozbiorze Rufy (wielkość gwiazdowa: 2,71m), jej odległość od Słońca to ok. 1100 lat świetlnych. Pi Puppis jest pomarańczowym nadolbrzymem o typie widmowym K3 Ib, jej absolutna wielkość gwiazdowa wynosi –4,92m. Gwiazda ta ma temperaturę powierzchniową sięgającą ok. 4700 K.